# Frisch Auf Göppingen (club omnisports)
Le Frisch Auf Göppingen est un important club omnisports allemand de par ses différentes sections.
Le club est surtout réputé pour ses sections handball homme (Frisch Auf Göppingen) et dames Frisch Auf Göppingen (féminines) évoluant au plus haut niveau allemand.

## Section
- Acrosport
- Athlétisme
- Badminton
- Basket-ball
- Boxe
- Danse jazz
- Fistball
- Football
- Gymnastique
- Gymnastique artistique
- Handball (voir Frisch Auf Göppingen (section hommes)/Frisch Auf Göppingen (féminines) (section femmes))
- Herzsport
- Judo
- Ju-jitsu
- Karaté
- Kinderturnen
- Tennis
- Tennis de table
- Shinkendo

## Installation
- Städtisches Frisch Auf Stadion
- Natowiese
- Städtischer Allwetterplatz (Kunstrasen)
- Judohalle Frisch Auf Göppingen
- Parkhaus-Sporthalle
- Sporthalle Bergreute Schlierbach
- Sporthalle Bereitschaftspolizei
- Turnhalle Bodenfeld
- Turnhalle Grundschule im Stauferpark
- Sporthalle im Berufsschulszetrum Öde
- Turnhalle Hohenstaufen Gymnasium
- Turnhalle Freihof Gymnasium
- Turnhalle Werner-Heisenberg-Gymnasium
- Gymnastikhalle Werner Heisenberg Gymnasium
- Turnhalle Schiller Realschule
- Turnhalle Albert Schweizer Schule
- Turnhalle Walter Hensel Schule
- Wilhelm Busch Schule
- Fitnessstudio Sport Planet